# Aston Martin Valiant
Aston Martin Valiant – supersamochód klasy średniej wyprodukowany pod brytyjską marką Aston Martin w 2024 roku.

## Historia i opis modelu
W czerwcu 2024 roku Aston Martin przedstawił bardziej wyczynową, głęboko zmodyfikowaną wariację na temat przedstawionego przed rokiem modelu Valour. Aston Martin Valiant zbudowany został na specjalne zamówienie hiszpańskiego kierowcy Formuły 1 Fernando Alonso. 
Pod kątem wizualnym samochód zyskał taki sam, charakterystycznie nisko osadzony przód z okrągłymi reflektorami, a także podłużną masnę i ścięty pod ostrym kątem tył z wąskimi lampami. Dodatkowo zastosowano tu jednak jeszcze większy, tylny spojler, masywniejsze nadkola i dodatkowe akcenty poprawiające właściwości aerodynamiczne, a także większą osłonę chłodnicy i dedykowany wzór alufelg. Wewnątrz zastosowano sportowe fotele Recaro, a także zmodyfikowany projekt koła kierownicy.
Do napędu Valianta Aston Martin ponownie wykorzystał 5,2-litrowy, podwónie turbodoładowany silnik typu V12 o mocy 745 KM i 753 Nm maksymalnego momentu obrotowego. Jednostkę połączono z manualną, 6-stopniową skrzynią biegów. Obniżenie masy całkowitej ułatwiło m.in. wykonanie ramy pomocniczej przy okazji druku 3D, a także tytanowy układ wydechowy.

### Sprzedaż
Podobnie jak pokrewny Valour, tak i Aston Martin Valiant został zbudowany w ściśle limitowanej serii ograniczonej do 38 egzemplarzy, które wszystkie w momencie premiery znalazły już nabywców. Pomimo przeznaczenia głównie do poruszania się w warunkach torowych, tak samochód uzyskał homologację drogową.

### Silnik
- V12 5.2l 745 KM